# Clifford Gray
Clifford Gray (n. 29 ianuarie 1892, Chicago, Illinois, SUA – d. 9 noiembrie 1969, San Diego, California, SUA) a fost un bober ce a reprezentat Statele Unite ale Americii, medaliat olimpic. A participat la două ediții ale Jocurilor Olimpice (1928, 1932) în care a câștigat două medalii de aur.